# Poecillastra cumana
Poecillastra cumana är en svampdjursart som beskrevs av Vosmaer 1894. Poecillastra cumana ingår i släktet Poecillastra, och familjen Pachastrellidae. Inga underarter finns listade i Catalogue of Life.